# Advena saba
Advena saba är en kräftdjursart. Advena saba ingår i släktet Advena och familjen Lernaeopodidae. Inga underarter finns listade i Catalogue of Life.